# Formación Plottier
La Formación Plottier es una formación geológica que aflora en las provincias patagónicas argentinas de Río Negro, Neuquén y Mendoza. Es la unidad más joven del Subgrupo Río Neuquén dentro del Grupo Neuquén, en la Cuenca Neuquina. Las rocas más antiguas datan del Coniaciano tardío, y las más recientes probablemente del inicio del Santoniano. Anteriormente, este subgrupo se consideraba una sola formación, y la Plottier era conocida como el Miembro Plottier.

## Descripción
Una sección ubicada cerca del Aeropuerto de la ciudad de Neuquén, al norte de la localidad de Plottier, constituye la localidad tipo de la Formación Plottier. En su base, la unidad pasa transicionalmente desde la Formación Portezuelo, y es cubierta de forma concordante por la Formación Bajo de la Carpa, que pertenece al Subgrupo Río Colorado.
La Formación Plottier es la unidad más delgada del Grupo Neuquén, con un espesor máximo de solo 25 metros. Se diferencia de la subyacente Formación Portezuelo principalmente por su mayor contenido de arcilitas, y fue depositada bajo condiciones fluviales. Un estudio litoestratigráfico y paleoecológico detallado de 2006 identificó que la unidad presenta depósitos aluviales generados por un río de baja pendiente, de tipo meandroso o con canal único y poca sinuosidad.

## Paleontología
La Formación Plottier ha producido una gran diversidad de restos fósiles que incluye dinosaurios, cocodrilomorfos, pterosaurios, quelonios, invertebrados, ostrácodos y restos de plantas e icnofósiles. La fauna incluye ejemplares de grandes titanosaurios como Notocolossus, Muyelensaurus, Antarctosaurus y Petrobrasaurus, así como el pterosaurio gigante Thanatosdrakon.
Se han identificado también huellas de dinosaurios, restos de ornitisquios, dientes de terópodos abelisáuridos y alvarezsaurios, tortugas como Rionegrochelys caldieroi y ostrácodos de los géneros Ilyocypris, Neocyprideis y Neuquenocypris.
Los icnofósiles incluyen rastros de Scoyenia y Taenidium, comunes en planicies de inundación fluvial.
Fósiles hallados en esta formación:

### Cocodrilomorfos
| Género                  | Especie        | Localidad                | Material                                                                         | Notas                                                              | Imagen |
| ----------------------- | -------------- | ------------------------ | -------------------------------------------------------------------------------- | ------------------------------------------------------------------ | ------ |
| Crocodyliformes indet.  | Indeterminado  | El Anfiteatro            | -Siete osteodermos (MPCA-AT 251–257) -Fragmento de dentario derecho (MPCA-AT 75) | Similar a peirosáuridos como Peirosaurus y Uberabasuchus           |        |
| Lomasuchus              | L. palpebrosus | Embalse Cerros Colorados | Cráneo y rama mandibular parcial                                                 | Peirosáurido; originalmente atribuido a la Formación Río Colorado. |        |
| Mesoeucrocodylia indet. | Indeterminado  | Yacimiento Narambuena    | Esqueleto parcial (MAU-PV-N-280)                                                 | Ejemplar subadulto con rasgos derivados y primitivos.              |        |
| Peirosauridae indet.    | Indeterminado  | Puesto Hernández         | Esqueleto parcial (MAU-Pv-PH-437)                                                | Peirosáurido.                                                      |        |

### Dinosaurios

#### Ornitópodos
Se ha hallado una pista de huellas de ornitópodo en el sitio Loma de la Lata Medio.
| Género             | Especie       | Localidad        | Material                                   | Notas                                                       | Imagen |
| ------------------ | ------------- | ---------------- | ------------------------------------------ | ----------------------------------------------------------- | ------ |
| Ornithopoda indet. | Indeterminado | El Anfiteatro    | Falange ungueal pedial (MPCA-AT 261)       | Ornitópodo del tamaño de Notohypsilophodon.                 |        |
| Ornithopoda indet. | Indeterminado | Puesto Hernández | Arco neural dorsal parcial (MAU-Pv-PH-458) | Similar a Macrogryphosaurus, estimado en 6 metros de largo. |        |

#### Saurópodos
Se conocen 12 huellas de saurópodos en el sitio Proyecto Dino.
| Género              | Especie             | Localidad                 | Material                                                                           | Notas                                                            | Imagen |
| ------------------- | ------------------- | ------------------------- | ---------------------------------------------------------------------------------- | ---------------------------------------------------------------- | ------ |
| Aeolosaurini indet. | Indeterminado       | Yacimiento Narambuena     | Cuatro vértebras caudales articuladas (MAU-Pv-N-414)                               | Titanosaurio.                                                    |        |
| Antarctosaurus      | A. giganteus        | Aguada del Caño           | Esqueleto parcial (MLP 26-316)                                                     | Titanosaurio.                                                    |        |
| Muyelensaurus       | M. pecheni          | Loma del Lindero          | Esqueleto parcial y vértebras adicionales                                          | Titanosaurio; originalmente atribuido a la Formación Portezuelo. |        |
| Notocolossus        | N. gonzalezparejasi | Cerro Guillermo           | Dos esqueletos parciales (UNCUYO-LD 301 y 302)                                     | Titanosaurio.                                                    |        |
| Petrobrasaurus      | P. puestohernandezi | Rincón de los Sauces      | Esqueleto parcial                                                                  | Titanosaurio.                                                    |        |
| Sauropoda indet.    | Indeterminado       | 5 km al norte de Plottier | Tibia derecha parcial (MCF-PVPH-899)                                               | Saurópodo.                                                       |        |
| Sauropoda indet.    | Indeterminado       | Cerro Guillermo           | Esqueleto incompleto (IANIGLA-PV.113)                                              | Saurópodo.                                                       |        |
| Titanosauria indet. | Indeterminado       | El Anfiteatro             | Vértebra dorsal incompleta (MPCA-AT 024)                                           | Titanosaurio grande.                                             |        |
| Titanosauria indet. | Indeterminado       | 5 km al norte de Plottier | Fémur izquierdo y costillas parciales (MCF-PVPH-889) Fíbula derecha (MCF-PVPH-900) | Restos de titanosaurios.                                         |        |

#### Terópodos
| Género                                    | Especie       | Localidad            | Material                                         | Notas                                                            | Imagen |
| ----------------------------------------- | ------------- | -------------------- | ------------------------------------------------ | ---------------------------------------------------------------- | ------ |
| Abelisauridae indet.                      | Indeterminado | Cañadón Amarillo     | Diente                                           | Diente originalmente atribuido a Aerosteon, luego reclasificado. |        |
| Abelisauridae indet.                      | Indeterminado | El Anfiteatro        | Diente (Endemas-PV 16)                           | Inicialmente clasificado como carcharodontosáurido.              |        |
| Alvarezsauria indet.                      | Indeterminado | Rincón de los Sauces | Fémur derecho (MAU-Pv-PH-453)                    | Alvarezsáurido.                                                  |        |
| Brachyrostra indet.                       | Indeterminado | Loma del Lindero     | Vértebras, dientes, posible sacro (MAU-Pv-LL-75) | Abelisaurio.                                                     |        |
| cf. Carcharodontosauridae                 | Indeterminado | El Anfiteatro        | Diente (Endemas-PV 16)                           | Reasignado como abelisaurio.                                     |        |
| Coelurosauria indet.                      | Indeterminado | El Anfiteatro        | Dos dientes (MPCA-AT 263 y 269)                  | Coelurosaurio.                                                   |        |
| Maniraptoriformes indet. cf. Unenlagiinae | Indeterminado | El Anfiteatro        | Diente (Endemas-PV 15)                           | Posible unenlagiino.                                             |        |
| Theropoda indet.                          | Indeterminado | El Anfiteatro        | Vértebra caudal incompleta (MPCA-AT 082)         | Terópodo de tamaño moderado.                                     |        |

### Pterosaurios
| Género               | Especie  | Localidad         | Material                                                           | Notas                | Imagen |
| -------------------- | -------- | ----------------- | ------------------------------------------------------------------ | -------------------- | ------ |
| Thanatosdrakon amaru | T. amaru | Agua del Padrillo | Esqueleto parcial (UNCUYO-LD 307) Húmero izquierdo (UNCUYO-LD 350) | Azhdárquido gigante. |        |

### Tortugas
| Género           | Especie        | Localidad        | Material                         | Notas                                                             | Imagen |
| ---------------- | -------------- | ---------------- | -------------------------------- | ----------------------------------------------------------------- | ------ |
| Chelidae? indet. | Indeterminado  | El Anfiteatro    | Placa de plastrón (MPCA-AT 089)  | Quelidio.                                                         |        |
| Linderochelys    | L. rinconensis | Loma del Lindero | Esqueleto parcial (MAU-PV-LL-69) | Quelidio; localidad previamente asignada al Subgrupo Río Neuquén. |        |
| Rionegrochelys   | R. caldieroi   | El Anfiteatro    | Elementos del caparazón          | Quelidio; originalmente reportado como indeterminado.             |        |

### Icnofósiles
- Scoyenia sp.
- Taenidium sp.

También se han hallado icnofósiles propios de llanuras de marea, y bivalvos de agua dulce.

### Ostrácodos
| Género              | Especie              | Localidad | Material                              | Notas            | Imagen |
| ------------------- | -------------------- | --------- | ------------------------------------- | ---------------- | ------ |
| Cypridoidea indet.  | Indeterminado        | Zampal    | Algunos ejemplares                    | Cípridoide.      |        |
| Ilyocypris          | I. aff. bauruensis   | Zampal    | Mudas de exuvia                       | Ilyocypridido.   |        |
| Ilyocypris          | I. cf. riograndensis | Zampal    |                                       | Ilyocypridido.   |        |
| Ilyocypris          | I. wichmanni         | Zampal    |                                       | Ilyocypridido.   |        |
| Neocyprideis        | N.? sp.              | Zampal    |                                       | Ilyocypridido.   |        |
| Neocyprideis        | N. zampalensis       | Babilonia | Cuatro valvas                         | Ilyocypridido.   |        |
| Neuquenocypris      | N. calfucurensis     | Babilonia | Tres fragmentos de valva              | Ilyocypridido.   |        |
| Neuquenocypris      | N. cf. minor         | Zampal    |                                       | Ilyocypridido.   |        |
| Neuquenocypris      | N. nahuelniyuensis   | Babilonia | Seis valvas                           | Ilyocypridido.   |        |
| Neuquenocypris      | N. tenuipunctata     | Babilonia | Cinco valvas adultas y tres juveniles | Ilyocypridido.   |        |
| Paralimnocythere    | P.? sp.              | Zampal    | Varias valvas y caparazones           | Limnociterídido. |        |
| Talicyprideinae sp. | Indeterminado        | Zampal    | Muy escasos caparazones               | Ilyocypridido.   |        |
| Vecticypris         | V. sp.               | Babilonia | Dos valvas                            | Limnociterídido. |        |
| Wolburgiopsis       | W. cf. neocretacea   | Zampal    |                                       | Limnociterídido. |        |

### Plantas
| Género               | Especie       | Localidad | Material                | Notas                | Imagen |
| -------------------- | ------------- | --------- | ----------------------- | -------------------- | ------ |
| Angiospermae? indet. | Indeterminado | Zampal    | Algunas semillas        | Posible angiosperma. |        |
| Henrisporites        | H. sp.        | Zampal    | Megasporas abundantes   | Licófito.            |        |
| Lychnothamnus        | L. barbosai   | Zampal    | Más de 400 microfósiles | Carófita.            |        |
| Nitella              | N. sp.        | Zampal    | 21 microfósiles         | Carófita.            |        |
| Spermatites          | S. sp. 1      | Zampal    | Semillas                | Angiosperma.         |        |
| Spermatites          | S. sp. 2      | Zampal    | Semillas                | Angiosperma.         |        |